# Henri Souharce
Henri Souharce, né le 31 mars 1909 à Orthez et mort le 3 juillet 1974 à Bayonne, est un rameur d'aviron français.

## Carrière
Henri Souharce remporte la médaille de bronze en huit aux Championnats d'Europe d'aviron 1935 à Berlin.
Il est demi-finaliste en huit aux Jeux olympiques d'été de 1936 à Berlin.